# Platyla peloponnesica
Platyla peloponnesica é uma espécie de gastrópode da família Aciculidae.
É endémica de Grécia.